# Lutjanus kasmira
Lutjanus kasmira (Forsskål, 1775) Lutiano, è un pesce osseo della famiglia Lutjanidae, diffuso nelle acque dell'Indo-Pacifico.

## Distribuzione e habitat

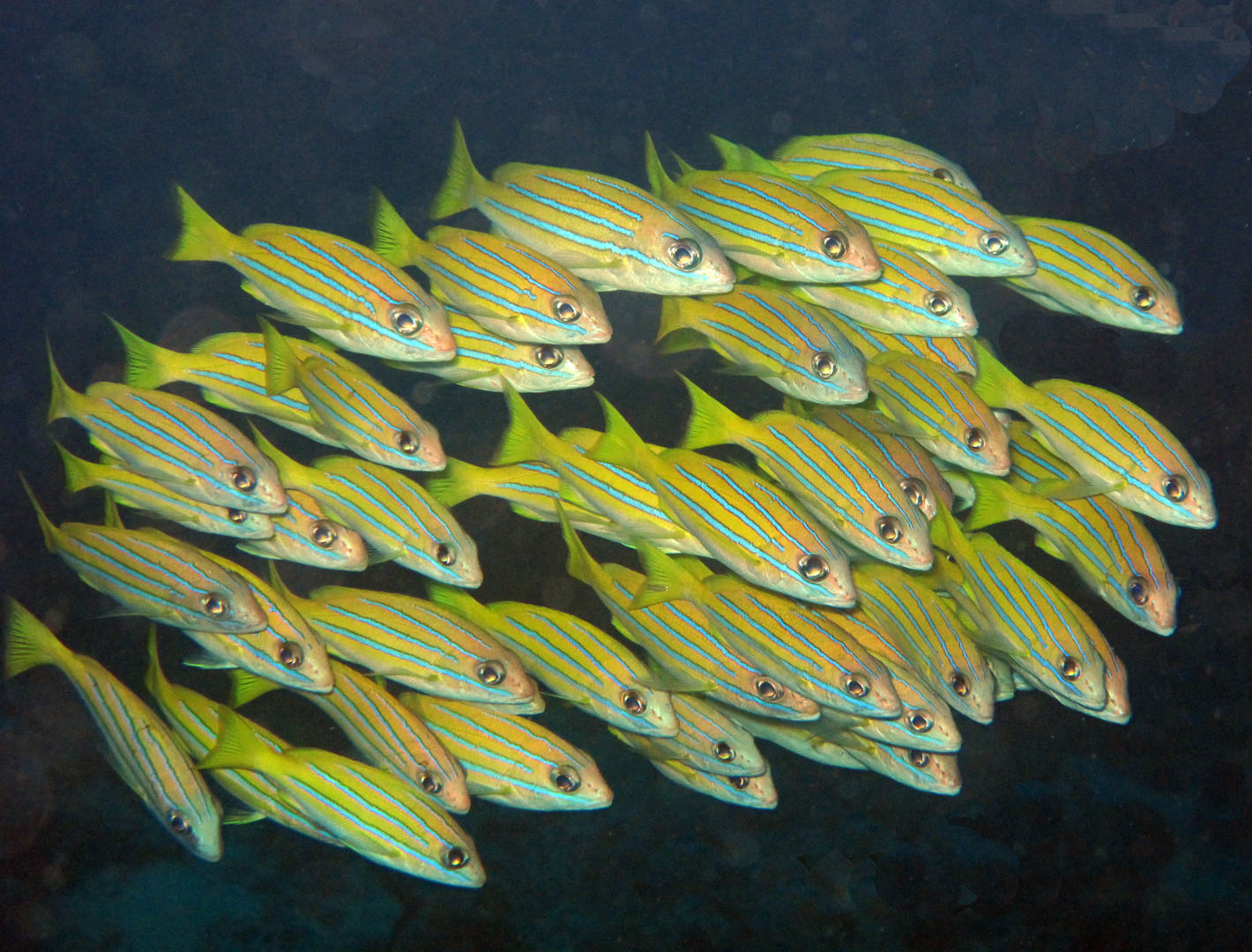
Banco di L. kasmira

L'areale di L. kasmira comprende gran parte dell'Indo-Pacifico tropicale e, parzialmente, subtropicale. È diffuso dalle coste orientali africane alle isole Marchesi e alle Sporadi Equatoriali, a nord raggiunge il Giappone meridionale e a sud l'Australia e l'isola di Lord Howe. È presente anche nel mar Rosso e su un breve tratto della costa atlantica nei pressi della città sudafricana di East London. Negli anni '50 è stato introdotto nelle isole Hawaii dove precedentemente era assente allo scopo di favorire la pesca. La specie si è naturalizzata entrando in competizione con le specie autoctone e danneggiandole con la predazione, è stato inoltre il vettore di un nematode parassita. Paradossalmente è diventato così comune e abbondante da spuntare un prezzo molto basso sui mercati per cui il contributo all'industria ittica è stato molto modesto.
Si tratta di una specie legata all'ambiente di barriera corallina dove occupa una grande varietà di ambienti dalle lagune degli atolli alle parti profonde della barriera esterna ed è comunemente avvistato nei pressi di relitti e grotte sottomarine. I giovanili vivono su praterie di fanerogame marine o nei pressi di piccole formazioni coralline isolate, spesso in prossimità di estuari. Gli individui di grandi dimensioni si trovano in acque più basse rispetto a quelli più piccoli, contrariamento a quanto accade in molte specie ittiche.
La distribuzione batimetrica va da 3 a 265 metri ma il range in cui è più abbondante è da 30 a 150 metri.

## Descrizione
Questo pesce ha sagoma abbastanza slanciata, con dorso che si eleva dietro la testa ma in maniera meno accentuata rispetto ad altri Lutjanus. La bocca è relativamente piccola giungendo alla verticale del bordo anteriore dell'occhio. La pinna dorsale è unica, di altezza abbastanza uniforme e con 10 raggi spiniformi anteriori. La pinna anale è breve, con 3 raggi spinosi. La pinna caudale ha un'intaccatura centrale. Sul preopercolo c'è un'evidente intaccatura. La livrea è vistosa e caratteristica, nell'Indo-Pacifico vi sono diverse specie simili distinguibili da particolari della colorazione. Il dorso e i fianchi sono giallo vivo con quattro strisce azzurro acceso con un sottile bordo nero disposte longitudinalmente; la striscia inferiore va dalla punta del muso al peduncolo caudale. La regione ventrale è chiara, di solito con alcune sottili linee scure od ocra longitudinali. Le pinne tranne le pinne pettorali sono gialle. Tra l'occhio e il muso è presente una macchia bruna.
La taglia massima raggiunge i 40 cm, comunemente si attesta attorno ai 25 cm.

## Biologia
La longevità massima nota è di circa 10 anni.

### Comportamento
Forma grandi banchi durante il giorno mentre di notte gli individui si disperdono per cacciare. Questa specie è legata al territorio e ha una scarsa tendenza allo spostamento all'esterno di esso.

### Alimentazione
L. kasmira è prevalentemente predatore ma può assumere anche piccole quantità di materiale vegetale come alghe. Le prede principali sono pesci (la letteratura riporta nello specifico la predazione su Ctenochaetus striatus), cefalopodi e crostacei sia planctonici che bentonici come stomatopodi, gamberi e granchi.

### Riproduzione
La riproduzione avviene tutto l'anno nelle regioni equatoriali. Le uova misurano da 0.78 a 0.85 millimetri e si schiudono dopo circa 18 ore dalla deposizione.

## Pesca
Sebbene non sia oggetto di una pesca mirata questa specie viene catturata in abbondanza in tutto l'areale soprattutto con lenze, reti da posta e nasse e venduta fresca. Particolarmente diffusa la pesca alle Hawaii, dove è stata introdotta, ma raggiunge un basso prezzo sui mercati proprio per la sua abbondanza.

## Conservazione
L. kasmira ha un vastissimo areale naturale ed è stato introdotto anche all'esterno di esso, è generalmente abbondante e in alcune zone le popolazioni sono in incremento. È soggetto a intensa pesca quasi dappertutto ma non si registrano rarefazioni. Per questi motivi la lista rossa IUCN classifica questa specie come "a rischio minimo".